# Список умерших в 1418 году

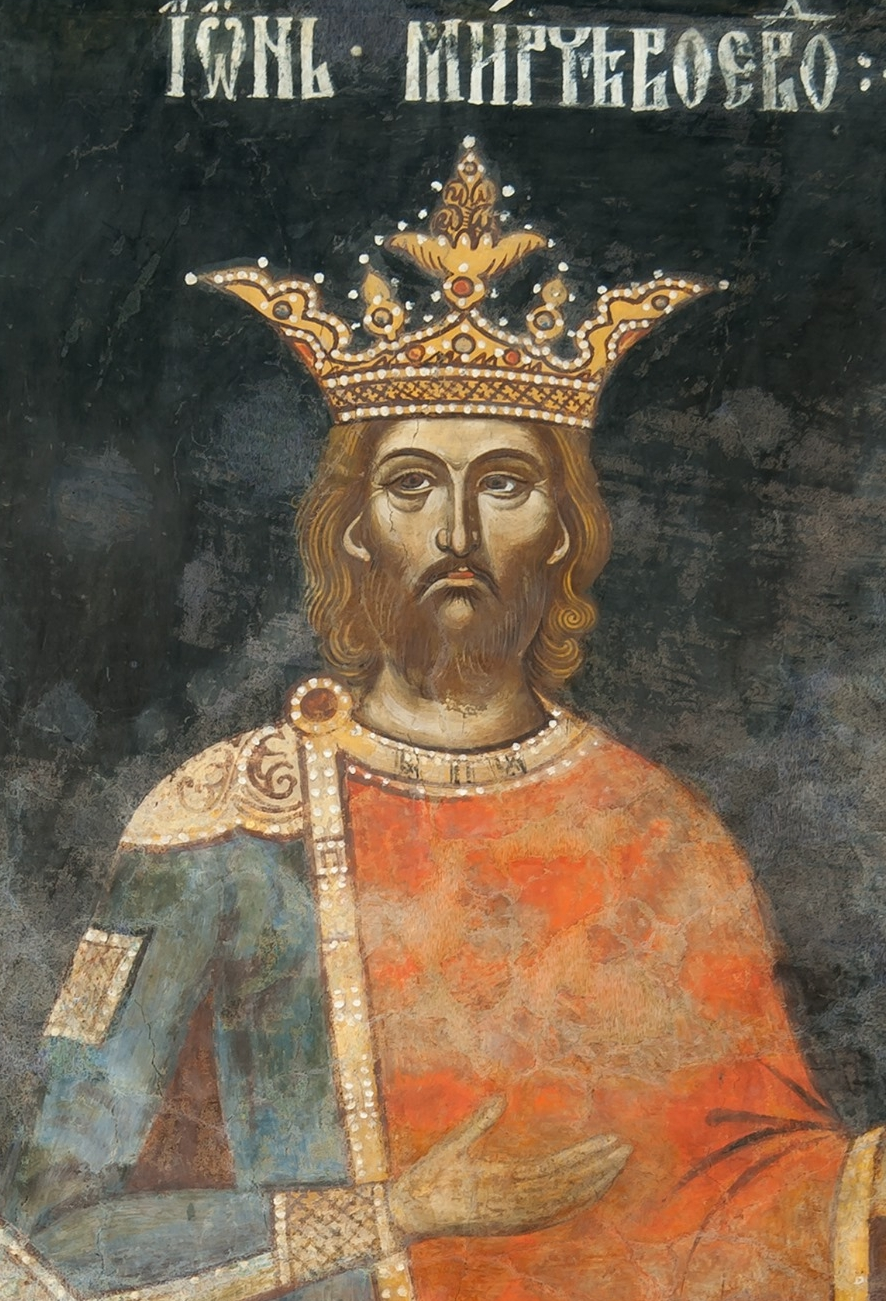
Мирча I Старый

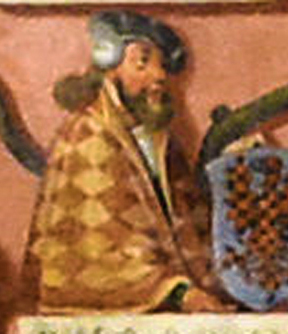
Богуслав VIII

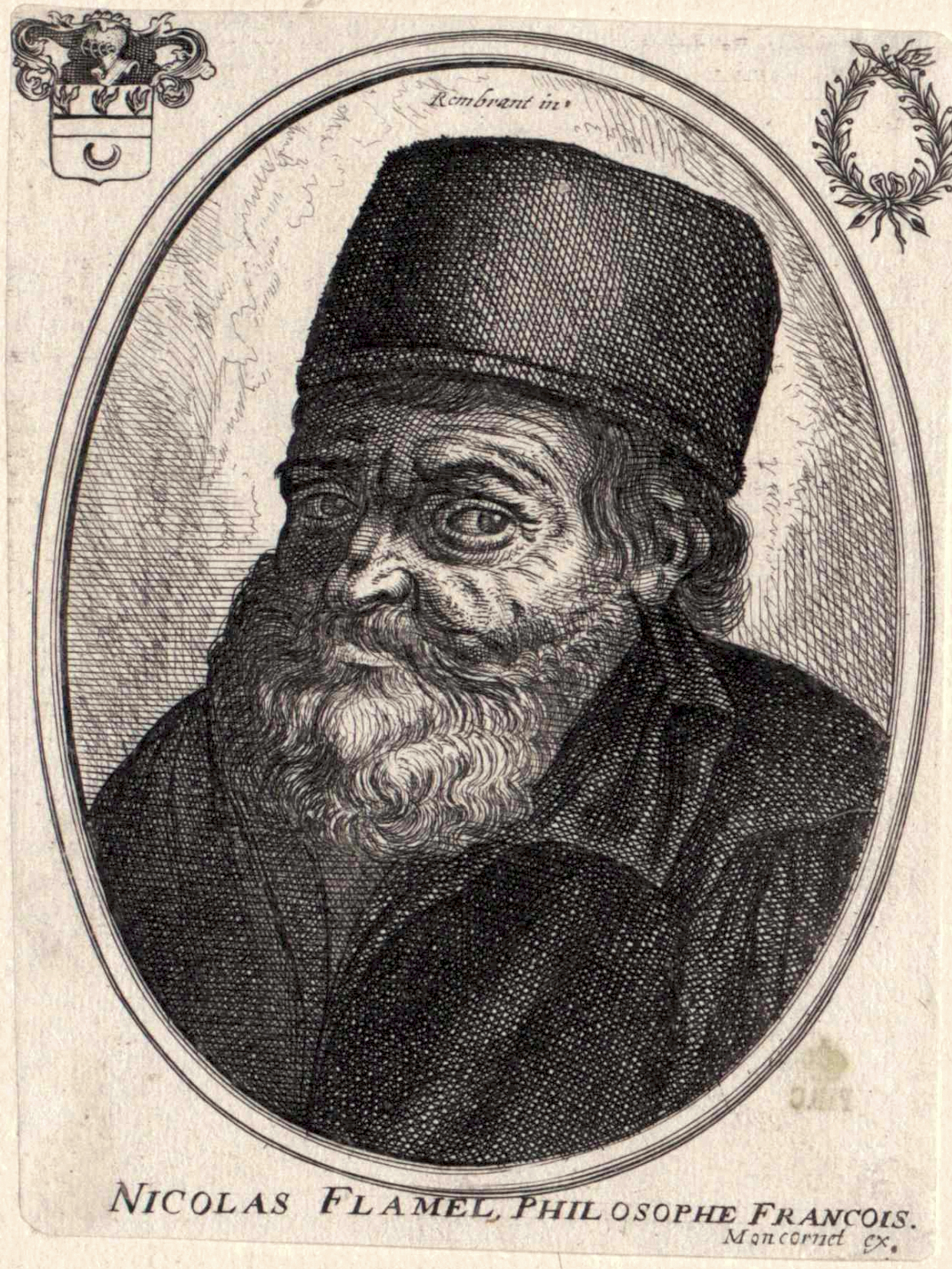
Николя Фламель

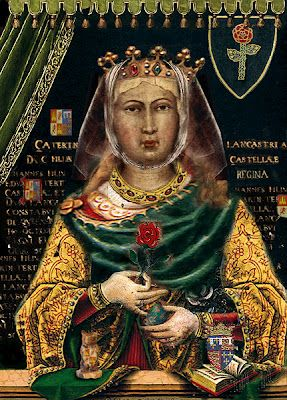
Екатерина Ланкастерская

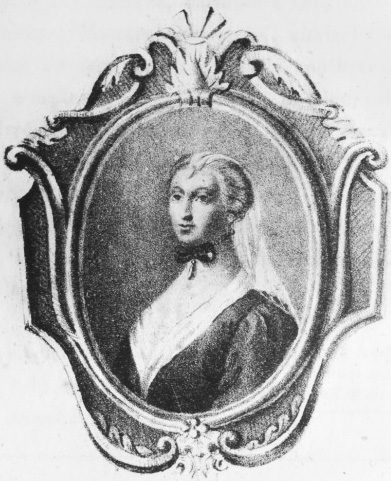
Анна

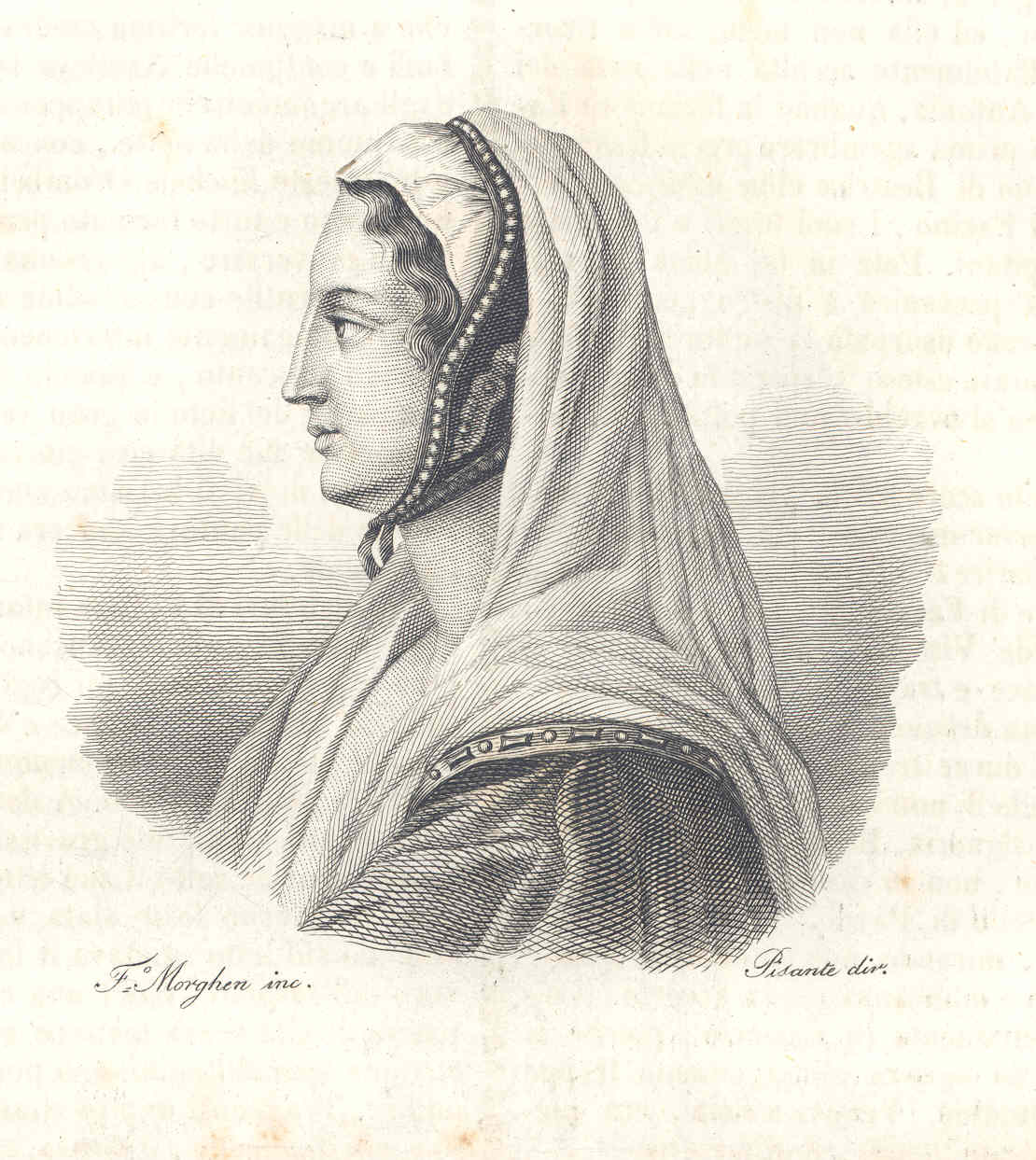
Беатриче ди Тенда

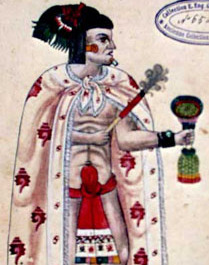
Иштлильшочитль I

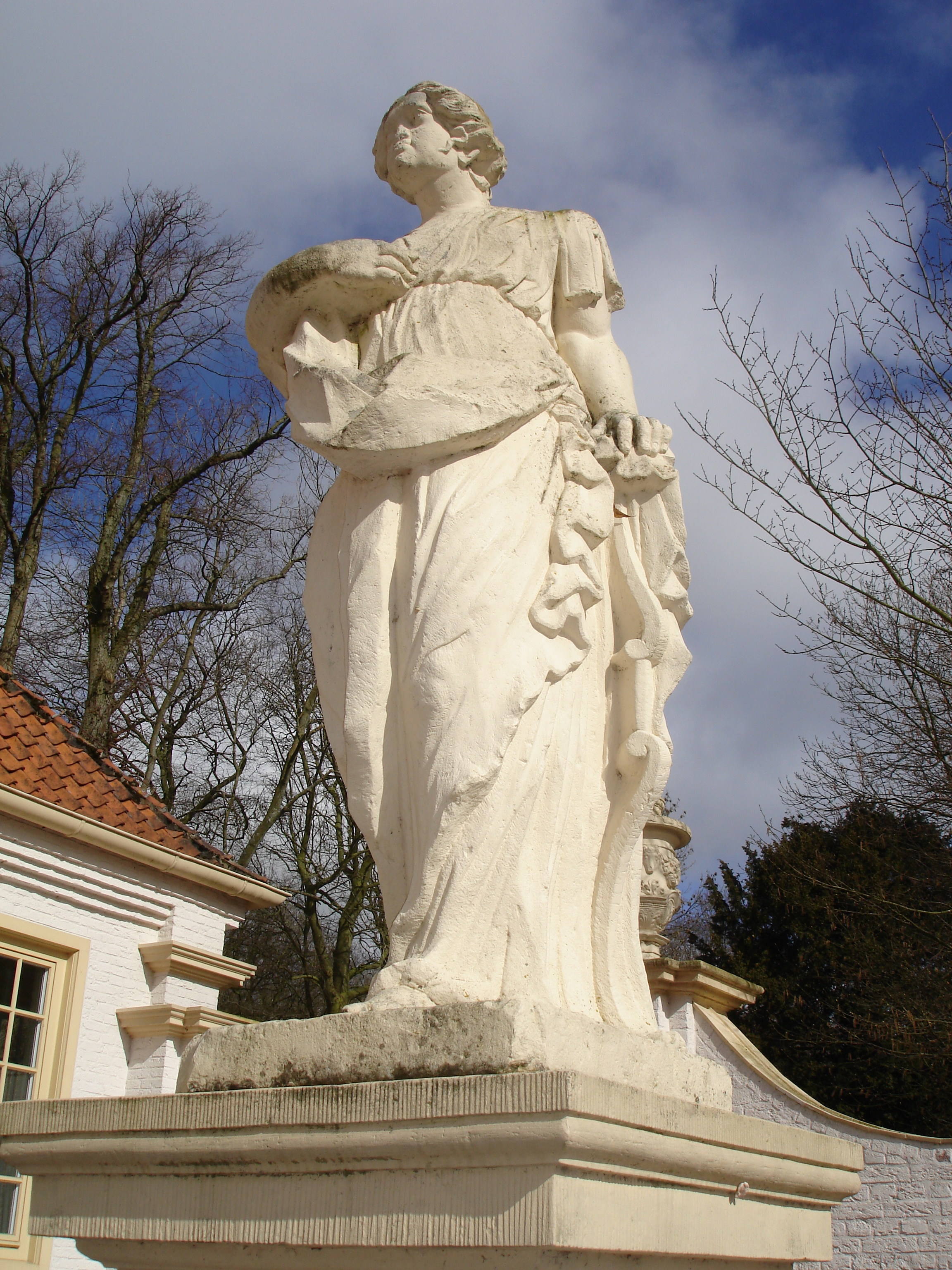
Фёлке Кампана

В этой статье представлен список известных людей, умерших в 1418 году.
См. также: Категория:Умершие в 1418 году

## Январь
- 10 января — Гильом II Намюрский (62) — маркграф Намюра (с 1391).
- 31 января — Мирча I Старый — воевода Валахии (1386—1395), первый господарь Валахии (1396—1418)

## Февраль
- 11 февраля:
  - Богуслав VIII — герцог Померанско-Слупский (1395—1418), из династии Грифитов, управляющий епископством Каммин (1387—1392), князь-епископ Камминский (1394—1398);
  - Джон Харингтон — английский аристократ, 4-й барон Харингтон (с 1406). Участник Столетней войны.

## Март
- 22 марта:
  - Дитрих из Нихайма — князь-епископ Вердена (1395—1398), германский хронист и религиозный деятель, один из историков Великой западной схизмы (1378—1417);
  - Николя Фламель — французский книготорговец и меценат, которому приписываются занятия алхимией.

## Апрель
- 6 апреля — Ральф Грейсток (64) — пэр Англии и крупный землевладелец, 3-й барон Грейсток (1359—1418).
- 26 апреля — Теодор II Палеолог — маркиз Монферратский (с 1381).

## Май
- 8 мая — Карло Дзено — венецианский военачальник и адмирал.

## Июнь
- 2 июня — Екатерина Ланкастерская (45) — английская принцесса из дома Ланкастеров, дочь Джона Гонта, герцога Ланкастера. Жена короля Энрике III; в замужестве — принцесса-консорт Астурийская (1388—1393), затем королева-консорт Кастилии и Леона (1393—1406), регентша Кастилии (1406—1418).
- 3 июня — Анфал Никитин — новгородский боярин-изменник, вероятный основатель Анфаловского городка; убит.
- 12 июня — Бернар VII д’Арманьяк — граф де Шароле (1384—1390), граф д’Арманьяк,  граф де Фезансак и  граф де Родез  (1391—1418), граф де Пардиак (1402—1418), Коннетабль Франции (1415—1418), лидер партии арманьяков, давший им своё имя; убит сторонниками бургиньонов.

## Июль
- 16 июля — Аль-Калкашанди — учёный-энциклопедист, математик, правовед и чиновник Мамлюкского султаната.
- 31 июля — Анна — великая княгиня-консорт литовская (с 1392), вторая жена Витовта.

## Август
- 1 августа — Ричард де Грей — английский аристократ, крупный землевладелец Валлийской марки, 1/4-й барон Грей из Коднора (с 1392), адмирал восточного побережья (с 1401), лорд-камергер (1404—1413), маршал Англии (с 1405), кавалер ордена Подвязки (с 1403).
- 2 августа — Филипп Дарси — английский аристократ, 6-й барон Дарси из Найта (с 1411).

## Сентябрь
- 2 сентября — Жан III де Шалон-Арле — сеньор де Витто и де Кюизо (с 1366), сеньор д’Арле (с 1388), принц Оранский (по праву жены) (1393—1417), сеньор д’Аргёль (с 1396), Великий камерарий Франции (1415—1418).
- 13 сентября — Беатриче ди Тенда — графиня-консорт Бьяндарте (1403—1412), жена кондотьера Фачино Кане, графиня-консорт Милана (1412—1418), жена герцога Филиппо Мария Висконти; казнена по обвинению в супружеской измене. Главный персонаж оперы Винченцо Беллини «Беатриче ди Тенда».
- 25 сентября — Генри Бофорт (16) — английский аристократ, 2-й граф Сомерсет (с 1410).

## Октябрь
- 19 октября — Гилберт Толбот — английский аристократ, 5-й барон Толбот (с 1396), 8-й барон Стрейндж из Блэкмера (с 1413).
- Пирбудаг — номинальный султан государства Кара-Коюнлу (1411—1418).

## Дата неизвестна или требует уточнения
- Гьон Зенебиши — Князь Гирокастры (1385—1418)
- Даниил Борисович — суздальско-нижегородский княжич, старший сын Бориса Константиновича, старший брат Ивана Тугого Лука, претендент на нижегородский стол.
- Джанкарло Висконти — синьор Милана (1412); убит.
- Иван Борисович Тугой Лук — суздальско-нижегородский княжич, младший из двух сыновей Бориса Константиновича, младший брат Даниила Борисовича, претендент на нижегородский стол.
- Иштлильшочитль I — тлатоани государства племени акольуа с центром в городе Тескоко (1409—1418), Погиб во время неудачной войны с тлатоани Аскапоцалько Тесосомоком
- Леонардо II Токко — граф Закинфа (1399—1418)
- Маргарита Сансерская — графиня Сансера (с 1403).
- Накш-и-Джахан — хан Моголистана (1416—1418); убит в междоусобной борьбе.
- Отто II — последний маркграф Баден-Хахберга (1410—1415); продал своё маркграфство.
- Роберт Скейлз — английский аристократ, 6-й барон Скейлз (1402—1418).
- Степан Остоя — король Боснии из династии Котроманичей (1398—1404, 1409—1418).
- Фёлке Кампана — жена восточнофризского хофтлинга (вождя) Окко I том Брока, регент при их малолетнем сыне Кено II том Броке